# Petiční výbor Poslanecké sněmovny Parlamentu České republiky
Petiční výbor Poslanecké sněmovny Parlamentu ČR je orgánem Poslanecké sněmovny, který projednává petice občanů. Peticí se podle zákona o právu petičním (č. 85/1990 Sb.) rozumí žádost, návrh a stížnost ve věcech veřejného nebo jiného společného zájmu. Petiční výbor petici vyřídí sám nebo ji postoupí příslušnému orgánu nebo věcnému výboru PS.
Výbor je Poslanecká sněmovna povinna zřídit na začátku každého volebního období. 

## Předsedové výboru v historii

### Petiční výbor
V letech 1993–1996: Výbor petiční, pro lidská práva a národnosti
| Předseda                | Strana | Strana  | Doba vykonávání úřadu | Foto                                |
| ----------------------- | ------ | ------- | --------------------- | ----------------------------------- |
| Josef Pavela            |        | KDU-ČSL | 1993–1996             |                                     |
| Jiří Novák              |        | ODS     | 1996–1998             |                                     |
| Cyril Svoboda           |        | KDU-ČSL | 1998–2002             |                                     |
| Zuzka Bebarová-Rujbrová |        | KSČM    | 2002–2010             |                                     |
| funkce neobsazena       |        |         | 2010–2012             |                                     |
| Hana Orgoníková         |        | ČSSD    | 2012–2013             |                                     |
| Zuzka Bebarová-Rujbrová |        | KSČM    | 2013–2017             |                                     |
| Helena Válková          |        | ANO     | 2017–2021             | Obrázek této osoby není k dispozici |
| Tomio Okamura           |        | SPD     | 2021–dosud            |                                     |

## Petiční výbor (24.11.2017 – 21.10.2021)

### Místopředsedové výboru
- Ing. Stanislav Blaha
- Andrea Brzobohatá
- Monika Jarošová

#### Členové výboru
- Jakub Janda
- Margita Balašťíková
- Mgr. Jan Čižinský
- Ing. Leo Luzar
- MUDr. Eva Matyášová
- Ladislav Okleštěk
- Lubomír Španěl
- Tomáš Vymazal

## Petiční výbor (27.11.2013 – 26.10.2017)

### Místopředsedové výboru
- Ing. Karel Fiedler
- Mgr. Jiří Junek
- MUDr. Pavel Plzák
- Miroslava Strnadlová

## Petiční výbor (24.06.2010 – 28.08.2013)

### Místopředsedové výboru
- Ing. Miroslav Bernášek
- prof. Ing. Václav Cempírek, Ph.D.
- Mgr. Zdeňka Horníková
- RNDr. Vladimír Koníček
- Ing. Hana Orgoníková
- Mgr. Jaroslav Škárka

## Petiční výbor (12.09.2006 – 3.06.2010)

### Místopředsedové výboru
- PhDr. Kateřina Jacques
- Mgr. Helena Mallotová
- Ing. Hana Orgoníková

## Petiční výbor (16.07.2002 – 15.06.2006)

### Místopředsedové výboru
- Ing. Jaroslav Lobkowicz
- Mgr. Václav Nájemník
- Ing. Hana Orgoníková

## Petiční výbor (22.07.1998 – 20.06.2002)

### Místopředsedové výboru
- Kateřina Dostálová
- Jiří Hofman
- Ing. Veronika Nedvědová
- Ing. Hana Orgoníková

## Petiční výbor (2.07.1996 – 19.06.1998)

### Místopředsedové výboru
- Ing. Vavřinec Fójcik
- JUDr. Pavla Jurková
- Ing. Hana Orgoníková
- Bc. ing Vladimír Procházka